# نينا أورباخ
نينا أورباخ (بالإنجليزية: Nina Auerbach)‏ هي أكاديمية أمريكية، ولدت في 1943، وتوفيت في 3 فبراير 2017.

## وصلات خارجية
- نينا أورباخ على موقع IMDb (الإنجليزية)